# Rock 'n' Roll with Me
Rock 'n' Roll With Me är en låt av David Bowie skriven av Bowie och Warren Peace. Låten finns med på albumet Diamond Dogs från 1974 och släpptes som den tredje sista singeln från albumet senare samma år.